# Ilha Kent (Maryland)
A Ilha Kent é a maior ilha da Baía de Chesapeake e um lugar histórico em Maryland. A leste, um canal estreito conhecido como Kent Narrows mal separa a ilha da Península de Delmarva e, por outro lado, a ilha é separada de Sandy Point, uma área perto de Annapolis, por cerca de 6,5 km) de água. Com apenas seis quilômetros de largura, a principal via navegável da baía é a mais estreita nesse ponto e é atravessada aqui pela ponte da baía de Chesapeake. O rio Chester corre para o norte da ilha e deságua na Baía de Chesapeake, no Love Point, na ilha de Kent. Ao sul da ilha fica Eastern Bay. O Departamento de Censo dos Estados Unidos relata que a ilha possui 31.62 milhas quadradas (81.90 km²) da área terrestre.
A ilha faz parte da região de Queen Anne's County, Maryland, e da costa leste de Maryland. O primeiro estabelecimento inglês na ilha, Kent Fort, foi fundado em 1631, fazendo de Kent Island o assentamento inglês mais antigo do estado atual de Maryland e o terceiro assentamento inglês permanente mais antigo do que se tornaram os Estados Unidos - depois de Jamestown, Virgínia (1607) e Plymouth, Massachusetts (1620). Os locais designados pelo censo de Stevensville e Chester estão localizados na ilha, junto com várias outras comunidades, incluindo a comunidade pesqueira de Kent Narrows, que está parcialmente localizada na ilha. Embora todas as comunidades de Kent Island não sejam incorporadas, os locais designados pelo censo de Stevensville e Chester na ilha são mais populosos do que qualquer uma das cidades incorporadas no Condado de Queen Anne.

## História

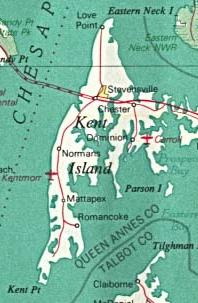
Um mapa da Ilha Kent desde 1970

### Cedo e Colonial
Antes da colonização européia, a ilha de Kent era habitada por nativos americanos por quase 12.000 anos. A ilha era habitada pela tribo Matapeake, membros da nação algonquiana que recebeu o nome da área de Matapeake na Ilha Kent. Outras tribos que habitavam a área e muitas vezes visitaram a ilha incluíram os povos das tribos Ozinie e Monoponson, o último dos quais partilham o seu nome com o Algonquian nome para a ilha, Monoponson. Durante os séculos XVI e XVII, os primeiros exploradores da Baía de Chesapeake, incluindo o capitão John Smith, foram os primeiros europeus a ver a Ilha Kent; no entanto, foi somente em agosto de 1631 que a ilha se tornou um assentamento inglês. Naquela época, William Claiborne, morador de Jamestown, fundou um assentamento próximo ao extremo sul da ilha com o objetivo de negociar com nativos americanos e nomeou a ilha após seu local de nascimento em Kent, Inglaterra. O assentamento queimou no inverno de 1631 a 1632, mas foi rapidamente reconstruído, e em 1634 o assentamento incluiu um moinho de pedra, um tribunal e um posto comercial. Após a formação da Província de Maryland, Claiborne continuou a reconhecer a ilha como parte de sua colônia de origem na Virgínia, enquanto Cecilius Calvert, 2º Barão de Baltimore a reconheceu como parte de Maryland. Claiborne foi forçado e retornou à ilha duas vezes antes de sair permanentemente em 1658, encerrando efetivamente as disputas. As reivindicações oficiais da Virgínia à ilha, no entanto, continuaram até 1776.

### Revolução Industrial
Até o início do século XIX, a ilha de Kent era usada quase inteiramente para o cultivo de tabaco e milho, no entanto, isso terminou devido ao esgotamento de solos ricos em nutrientes, como resultado da falta de rotação de culturas e de práticas agrícolas inadequadas. A economia da ilha entrou em declínio enquanto o solo se recuperava, exceto a cidade portuária de Broad Creek. Isso começou a mudar na época da Revolução Industrial. Em 1850, a cidade de Stevensville, foi fundada após a venda de fazendas de propriedade de James e Charles Stevens e prosperou como um importante centro para viagens de barco a vapor pela Baía de Chesapeake. Stevensville também foi o lar de uma estação ferroviária conhecida como Stevensville Train Depot, localizada perto do extremo oeste de uma ferrovia que transportava passageiros de balsa para outras partes da costa leste. Também durante esse período, pequenos resorts nas margens da Baía de Chesapeake e do Oceano Atlântico foram estabelecidos na área. Esse resort existia em Love Point, ao norte de Stevensville. A agricultura retornou à economia nos séculos XIX e XX, com agricultores cultivando culturas que incluem milho, trigo, frutas e melão. Muitos dos habitantes da ilha trabalhavam como aquáticos na crescente indústria de frutos do mar, capitalizando o suprimento de Chesapeake de Maryland Blue Crab, peixe-rock e ostras.

### Século XX
À medida que as estradas substituíam ferrovias e barcos a vapor no século XX, havia uma necessidade crescente de uma ponte rodoviária que ligasse as duas margens da Baía de Chesapeake. Em 1952, a ponte da baía de Chesapeake foi concluída, conectando a ilha diretamente à área metropolitana de Baltimore-Washington. A ponte substituiu completamente o sistema de barco a vapor e também levou a um maior crescimento da ilha de Kent e do resto da costa leste. Em 1973, para acomodar o crescente tráfego na baía, a ponte foi expandida com uma extensão adicional construída ao lado da existente. Então, no final dos anos 80 e início dos anos 90, a Rota 50 dos EUA foi convertida em uma rodovia em toda a ilha. 

### História recente
Em setembro de 2003, a ilha de Kent era um dos muitos lugares na área da baía de Chesapeake afetados pelo furacão Isabel. As empresas locais e os marcos históricos locais foram danificados ou destruídos durante a tempestade e a tempestade causada por ela. Muitos dos danos causados pelo furacão, causados principalmente pelas enchentes, levaram vários meses para serem reparados. 
Hoje, a ilha de Kent é considerada um subúrbio da área metropolitana de Baltimore-Washington e era o lar de 16.812 residentes na época do censo de 2000 nos EUA. A área combinada dos CDPs de Stevensville e Chester tinha 9.603 residentes. Muitos se mudaram das áreas metropolitanas de Washington, DC ou Baltimore e continuam a voltar para lá. Stevensville e Chester também estão entre as áreas mais densamente povoadas da costa leste e as mais densamente povoadas no condado de Queen Anne, representando 23,67% da população e apenas 3,07% da área terrestre. 

### Lugares históricos

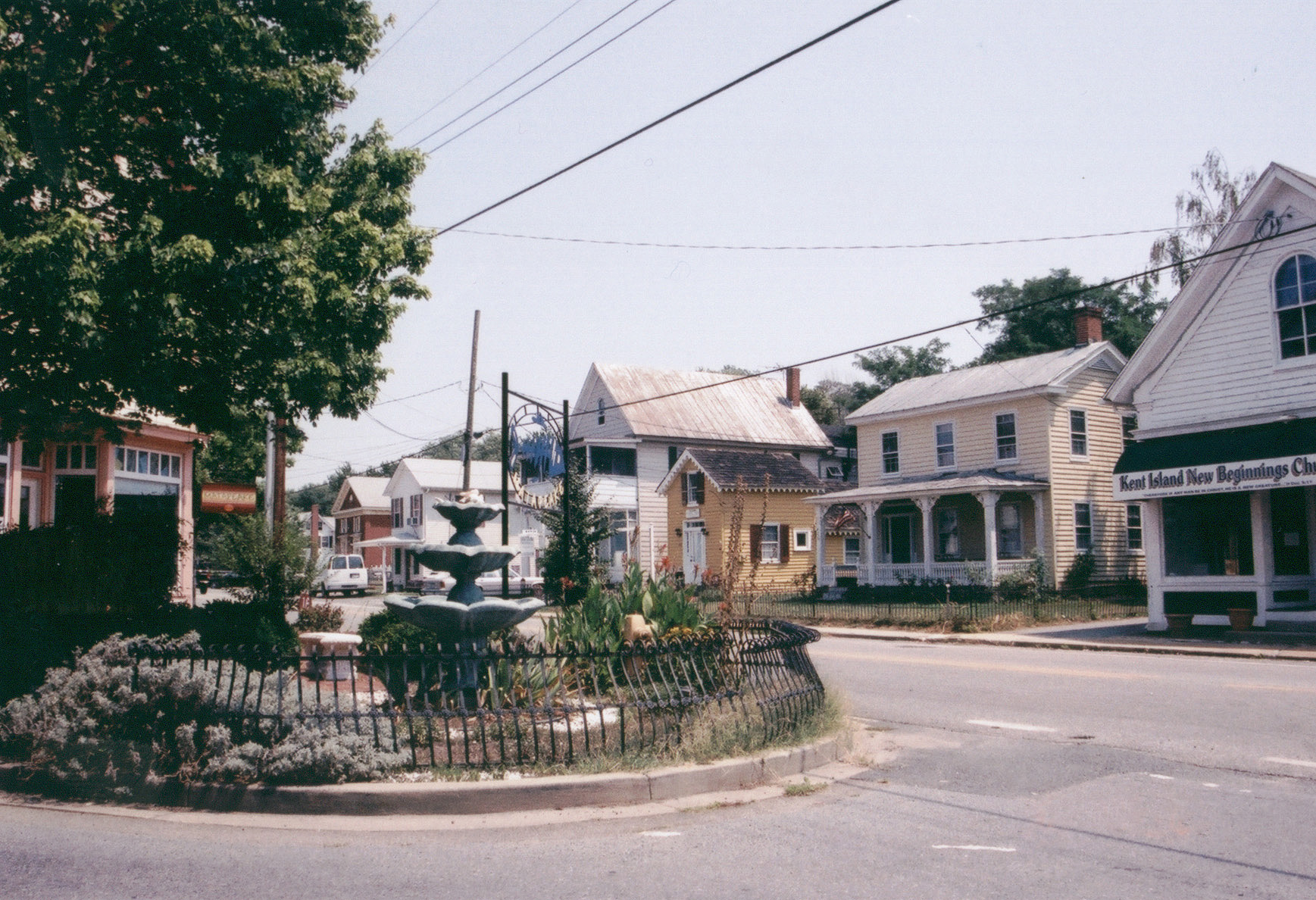
Love Point Road (vista de Old Cockey Lane) em Stevensville histórico

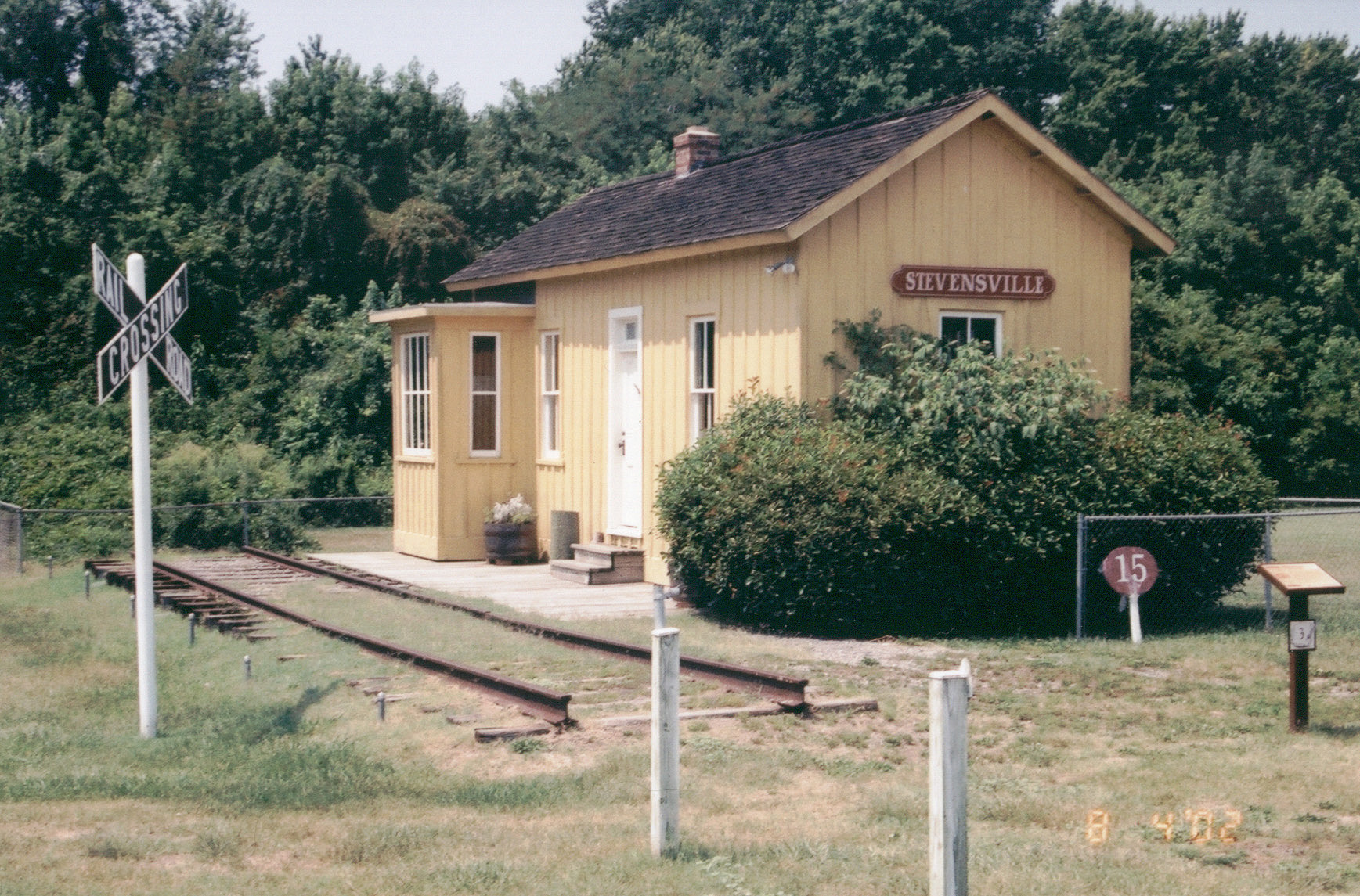
Estação de trem Stevensville

A partir de 2006, muitos dos locais históricos da ilha foram preservados e são destacados pelo Chesapeake Country Scenic Byway e pela American Discovery Trail, que passam pela ilha. Vários edifícios na ilha que ainda restam do século XIX e anteriores incluem a Cray House, um raro exemplo restante de construção de correios e pranchas, a antiga estação de correios de Stevensville (esquerda, prédio amarelo no centro), a Igreja Episcopal de Cristo e a Stevensville Train Depot (à direita). O Distrito histórico de Stevensville, juntamente com alguns dos edifícios da cidade, está no Registro Nacional de Lugares Históricos.

## Residentes notáveis
Listadas são pessoas notáveis que viveram na Ilha Kent.
- Brock Adams - Secretário de Transportes dos Estados Unidos e Senador dos Estados Unidos de Washington
- Elbert N. Carvel - Governador de Delaware
- William Claiborne - Fundador da Ilha Kent
- James Earickson - ex-tesoureiro do estado de Missouri
- Henry R. Gibson - representante dos EUA do Tennessee
- Theodore N. Lerner - Principal proprietário do Washington Nationals

## Transporte
O principal meio de transporte na ilha de Kent, como na maioria das outras áreas suburbanas dos Estados Unidos, é o automóvel. As principais estradas da ilha de Kent incluem a rodovia U. S. Route 50/U. S. Route 301, que conecta a ilha ao centro de Maryland pela ponte Chesapeake Bay e à península de Delmarva pela ponte Kent Narrows. A ilha também é servida pelas rotas 8, 18 e 552 de Maryland. 

### Trilhas
A seção original da Cross Island Trail, uma trilha para caminhada e ciclismo na Ilha Kent, foi construída no final dos anos 90, como parte da parte do condado de Queen Anne na American Discovery Trail. A trilha completa foi concluída em 2001. 
Quando a Trilha Cross Island foi concluída, a crescente preocupação com a segurança dos pedestres que usavam o acostamento da Rota 8 levou à construção de uma nova trilha paralela à estrada. Quando concluída, a trilha, conhecida como Kent Island South Trail, sairá do Romancoke Pier no extremo sul da Rota 8, seguindo para o norte e cruzando a estrada em Matapeake, perto das escolas primárias e secundárias de Matapeake. De lá, passará por Mobray Park, depois pelos EUA 50, por Stevensville para terminar na Cross Island Trail ou perto de Old Love Point Park.
As trilhas de Cross Island e Kent Island South fazem parte de um sistema de trilhas planejadas para o condado de Queen Anne; toda a Cross Island Trail e a seção existente da Kent Island South Trail representam as únicas partes concluídas do sistema.

### Conexões com o continente

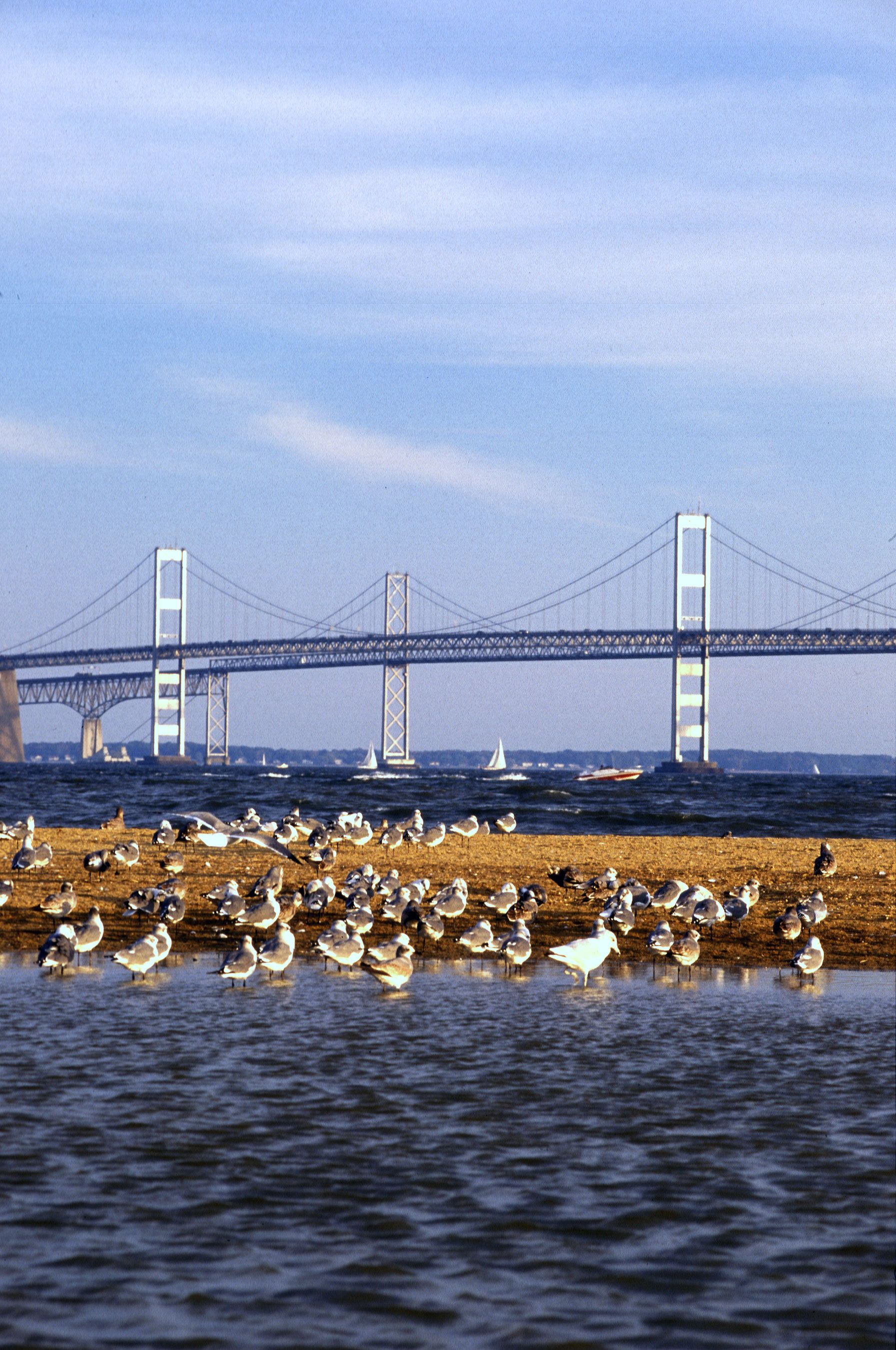
Ponte da Baía de Chesapeake

As pontes que atualmente conectam a Ilha Kent ao continente, ou uma vez o fizeram, são as seguintes: 
- A ponte de Chesapeake Bay, ou Bay Bridge, atravessa a baía de Chesapeake e leva US 50/301 para Annapolis.
- A ponte Kent Narrows atravessa o Kent Narrows e leva US 50/301 para a Península Delmarva.
- A Old Kent Narrows Bridge, a Kent Narrows Drawbridge ou a Rota 18 Kent Narrows Bridge é uma ponte levadiça que leva o Maryland 18 até Grasonville. Foi o antecessor da atual Kent Narrows Bridge e agora serve tráfego local.
- Uma ponte automóvel ainda mais antiga atravessou o Kent Narrows e foi substituída pela atual Route 18 Kent Narrows Bridge. Também no passado, pontes ferroviárias sobre o Kent Narrows ligavam a porção da Ilha Kent da Ferrovia do Condado de Queen Anne ao continente.

O acesso a Annapolis está disponível através da Rota 210 do MTA Commuter Bus Service. O serviço durante a semana no continente começa às 5:30   da manhã e o último ônibus para sair de Washington sai às 6:48   PM. Além disso, o acesso a Washington, DC, está disponível pelas rotas 240 e 250 do MTA Commuter Bus Service. O serviço durante a semana no continente começa às 5:00   sou para a rota 240 e 4:45   para Itinerário 250 e o último ônibus para sair de Washington sai às 7:28   pm para a rota 240 e 7:08 pm para a rota 250. 

Os aeroportos locais da ilha servem como outro tipo de conexão com o continente. O maior é o Aeroporto de Bay Bridge, localizado perto da ponte de Chesapeake Bay. Antes da construção da Bay Bridge, os serviços de balsa ligavam a ilha diretamente a Baltimore, Annapolis e à pequena península em que St. Michaels está localizado. Alguns dos cais usados como parte do serviço de balsa ainda são usados para a pesca. 

### Informação geral
- Vídeo ao vivo Rt 50 / Rt 8 Bridge
- Vídeo ao vivo Rt 50 Kent Narrows
- Informações da Enciclopédia Online de Maryland
- Kent Island Online Kent Island Online - Um guia para a Ilha Kent destinada a moradores e turistas
- Trilha de Cross Island
- Festival anual da ilha de Kent Dia da baía da ilha

### História
- Locais históricos em Condado de Queen Anne (inclui Kent Island)
- Locais históricos em Stevensville
- Mapas mostrando os primeiros assentamentos na ilha